# بولادلا، نیو ساوت ولز
بولادلا (به انگلیسی: Bulahdelah) یک شهرک در استرالیا است که در نیو ساوت ولز واقع شده‌است.